# جورج فرنسيس غريدي
جورج فرنسيس غريدي (بالإنجليزية: George Francis Grady)‏ هو عسكري أمريكي، ولد في 28 أبريل 1920 في نيويورك في الولايات المتحدة، وتوفي في 7 أغسطس 1942 في Gavutu ‏ في جزر سليمان.